# 富山県道198号桐谷下笹原線
富山県道198号桐谷下笹原線（とやまけんどう198ごう きりだにしもささはらせん）は富山県富山市内を通る一般県道である。

## 概要

### 路線データ
- 起点：富山県富山市八尾町桐谷字酒村（富山市林道八尾桐谷線交点）[1]
- 終点：富山県富山市八尾町下笹原字小原島（富山県道225号上笹原東町線・富山県道341号八尾大沢野線交点）
- 実延長：7,367m

## 沿革
- 1960年（昭和35年）4月23日 - 認定[2]

## 地理

### 通過する自治体
- 富山県富山市

### 接続する道路
- 富山市林道八尾桐谷線（起点：富山市八尾町桐谷字酒村）[1]
- 富山県道199号掛畑井田新線（富山市八尾町掛畑字大苗代）
- 富山県道341号八尾大沢野線（富山市八尾町下笹原 - 富山市八尾町下笹原字小原島（終点）で重複）
- 富山県道225号上笹原東町線（終点：富山市八尾町下笹原字小原島）

### 周辺
- 久婦須川ダム（神通川水系久婦須川）
- 八尾化石資料館海韻館
- コスモスポーツランド（モトクロスコース）